# Olszyna (województwo śląskie)
Olszyna (niem. Ollschin) – wieś w sołecka w województwie śląskim, w powiecie lublinieckim, w gminie Herby. W latach 1975–1998 miejscowość położona była w województwie częstochowskim.

## Położenie geograficzne
Olszyna położona jest na obszarze Śląska Białego, w północnej części Górnego Śląska. Według podziału ze względu na obszary kulturowe, leży ona na terenie ziemi lublinieckiej.
Ze względu na położenie geomorfologiczne Olszyna leży na Wyżynie Śląsko-Krakowskiej na obszarze makroregionu Wyżyny Woźnicko-Wieluńskiej, w obrębie Garbu Herbskiego.
Ponadto cały obszar miejscowości w roku 1998 włączony został w obręb nowo powstałego Parku Krajobrazowego Lasy nad Górną Liswartą. W miejscowości znajdują się zabytkowy głaz narzutowy "Diabelski kamień" oraz pomnikowy jawor w centrum miejscowości. W okolicy miejscowości znajduje się także staw, zasilany przez potok Olszynkę.
Miejscowość, wraz z sąsiednią wsią Kalina okalają lasy sosnowe, na wschód od miejscowości znajdują się pozostałości po byłej granicy prusko-rosyjskiej.
W miejscowości znajdują się następujące ulice:
- Akacjowa (numery od 1 do 15)
- Brzozowa (numer 1)
- Cicha (numery od 1 do 10)
- Jałowcowa (numery od 1 do70)
- Klonowa (numery od 1 do 117)
- Kościelna
- Krótka (numery od 2 do 6)
- Nadrzeczna (numery od 2 do 4)
- Południowa
- Sportowa (numery od 2 do 6)
- Stawowa
- Szkolna (numery od 2 do 6)
- Zielona (numery od 1 do 8)

## Historia

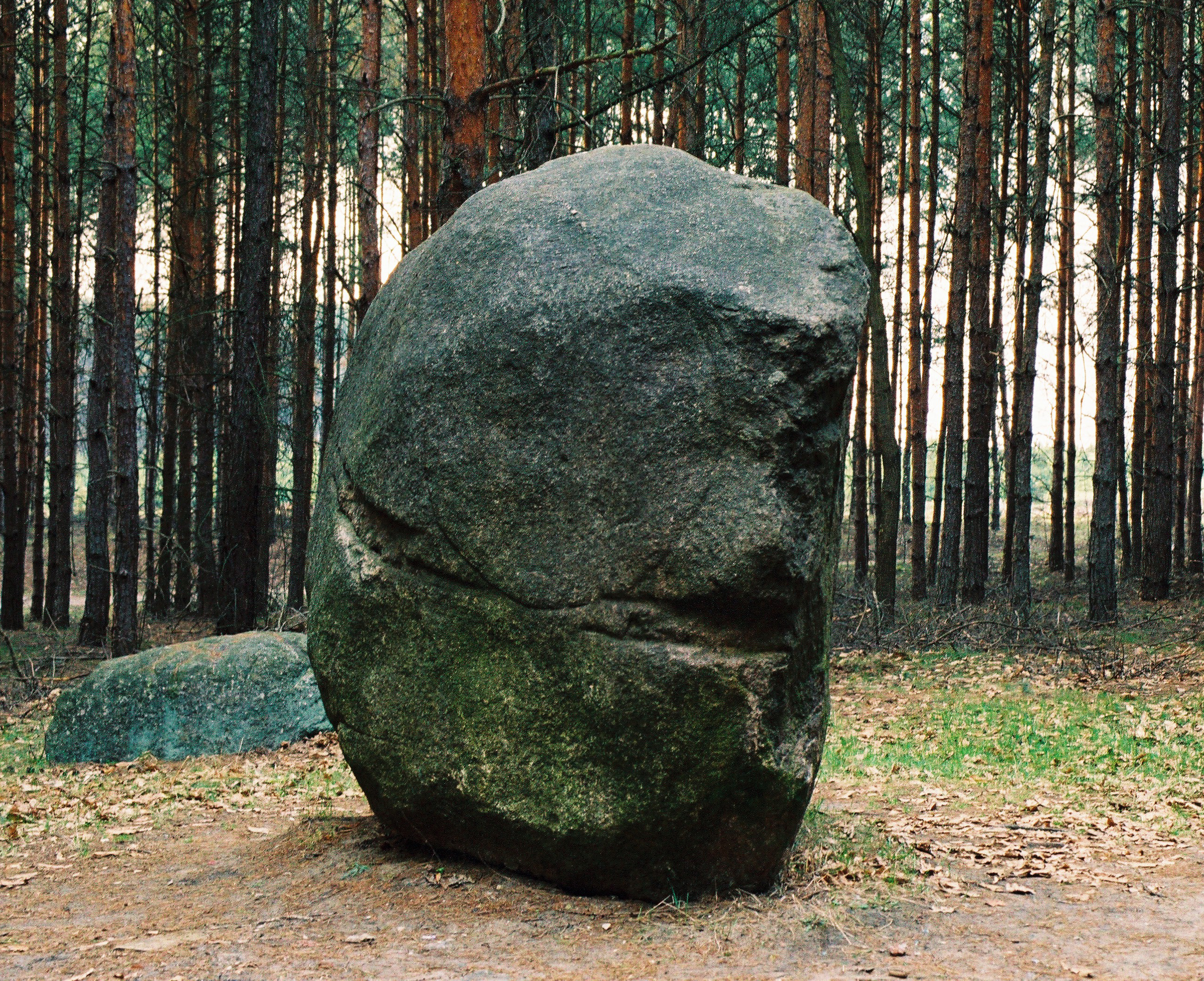
"Diabelski kamień" – zabytkowy głaz narzutowy

Nie jest znana wczesna historia miejscowości, zakłada się, że istniała już w XIII wieku. W kronikach parafii Sadów znajduje się wzmianka dotycząca opisu Olszyny sprzed 200 lat (pod koniec XVIII w.), w której wieś przedstawiana jest jako kiedyś tętniące życiem, a teraz odizolowane od świata, nieurodzajne miejsce.
W XVII wieku miejscowość należała do Fryderyka von Szymańskiego, a kolejnymi właścicielami byli Anna-Elżbieta von Priselwic, Anna-Helena von Paczyński, Zofia von Kalkruth, Franciszek von Grotowski. Franciszek von Grotowski w roku 1780 sprzedał Olszynę rezydującemu w Koszęcinie Karolowi Henrykowi von Sobkowi, a później od 1804 roku, miejscowość ta należała do rodu Hohenlohe aż do roku 1945.
Od końca XVIII wieku wieś posiadała własną pieczęć gminną, an której wizerunku przedstawiono grabie skrzyżowane z kosą. 
W 1801 roku w Olszynie wybudowana została pierwsza szkoła. W tym wieku jej mieszkańcy częściowo zajmowali się wypalaniem węgla drzewnego i wydobywaniem rudy żelaza w okolicznych lasach. W połowie XIX wieku Olszyna była już sporą wsią i liczyła ponad 600 mieszkańców.
Do II poł. XIX wieku w miejscowości znajdowała się murowana kaplica z dzwonem, która została rozebrana w 1873 roku. Na jej miejsce postawiono duży głaz narzutowy, który miał chronić przed plądrowaniem grobowców znajdujących się pod nią. W 1888 roku wybudowany został kościół filialny pw. Najświętszej Marii Panny. Parafię pw. Wniebowzięcia NMP erygowano w 1926 roku, w 1908 roku istniała tutaj lokacja. W pobliżu kościoła znajduje się cmentarz parafialny.
Przed II wojną światową Olszyna była samodzielną gminą, obecnie do sołectwa Olszyna należy także znajdujący się opodal przysiółek Czołka.
3 października 1944 roku niemiecki pluton egzekucyjny przywiózł tutaj 11 Polaków i dokonał na oczach mieszkańców mordu przez powieszenie, po czym ciała zostały zabrane i wywiezione. W remizie strażackiej, która została postawiona w miejscu egzekucji, znajduje się tablica upamiętniająca to wydarzenie.
W 1972 wybudowana została nowa szkoła podstawowa.

## Kościół pw. Wniebowzięcia Najświętszej Maryi Panny w Olszynie
Początki Olszyny datowane są na koniec XIII wieku. W okresie nowożytnym mieszkańcy zajmowali się wypalaniem węgla drzewnego i wydobywaniem rudy żelaza. Wierni z Olszyny uczęszczali do kościoła w Cieszowej, będącego filią parafii w Sadowie. W miejscowości znajdowała się murowana kaplica z dzwonem, która została rozebrana w 1873 roku. W jej miejscu postawiono duży głaz narzutowy, który miał chronić miejsce przed plądrowaniem grobowców znajdujących się pod dawną kaplicą.
W 1886 roku rozpoczęto budowę nowej kaplicy. Teren zakupiono od rolnika Franciszka Kani, a prawie 1/5 kosztów budowy spłaciła księżna Adela von Hohenlohe-Ingelifingen z Koszęcina. Budowę kaplicy, której patronował proboszcz z Sadowa – ks. Anzelm Hrabak, zakończono 15 listopada 1888 roku. Ołtarz zakupiono w zakładzie stolarstwa artystycznego C. Buhla we Wrocławiu.
W 1908 roku utworzono w Olszynie lokalię, a w 1918 roku kurację. Dusz-pasterzowi udostępniono mieszkanie w pobliskiej szkole. Samodzielną parafię erygowano 1 sierpnia 1926 roku. W 1931 roku w Kalinie wybudowano kaplicę Matki Boskiej Bolesnej w miejscu dawnej kaplicy drewnianej. Kaplicę pobłogosławił ks. Roch Margosz 8 września tego samego roku. W 1936 roku rozpoczęto budowę nowego kościoła w Herbach Śląskich, przy którym w 1943 roku utworzono lokalię, po wojnie zaś  parafię.  W  1941  roku  parafia  zakupiła  dawny  budynek  celny  w Olszynie, który od 1926 roku dzierżawiono od Śląskiego Urzędu Wojewódzkiego w Katowicach, przeznaczając go na potrzeby plebanii.
Kościół parafialny do niedawna był jednym z najmniejszych kościołów w diecezji. Po uzyskaniu stosownych zezwoleń, parafia w 2004 roku przystąpiła do jego rozbudowy poprzez dobudowę lewego skrzydła i podwyższenie wieży. Autorem projektu rozbudowy kościoła i wystroju wnętrza jest Henryk Dragon. Prace budowlane prowadzono do 2015 roku pod patronatem proboszczów: ks. Henryka Mokrosa i ks. Jarosława Wiśniewskiego. Uroczyste poświęcenie kościoła zaplanowano na wigilię uroczystości Wniebowzięcia NMP (14 sierpnia) 2017 roku.
Obok kościoła pw. Najświętszej Marii Panny postawiona została współczesna kapliczka. Drewniana kapliczka nakryta dwuspadowym daszkiem przytwierdzona została do okorowanego pnia. Wewnątrz umieszczona jest ludowa drewniana płaskorzeźba Chrystusa Frasobliwego. Pod kapliczką na ławeczce siedzi anioł ze skrzypcami i smyczkiem leżącym na ziemi. Jest to również ludowa figura wykonana z drewna.
Obok kapliczki leży kamień narzutowy, na którym umieszczona jest data – 1888 i metalowy, ażurowy krzyż. Natomiast na kamieniu przytwierdzona jest metalowa ozdobna rama z malowidłem przedstawiającym kościół Najświętszej Marii Panny przed rozbudową i jego krótką historią. Rok 1888, jest to rok wzniesienia kościoła w Olszynie, a krzyż oparty o kamień pochodzi z kopuły starego kościoła.

## LKS Rozwój Olszyna
LKS "Rozwój" Olszyna został założony 23 czerwca 1967. Jednym z inicjatorów był Smolin Paweł, późniejszy wieloletni prezes klubu. Jego początkowa nazwa to LZS Olszyna-Kalina. Na początku powstały 2 sekcje sportowe: piłka nożna oraz siatkówka.
W lipcu 1967 drużynę piłkarską zgłoszono do ligi wiejskiej. Przez kolejne lata zespół systematycznie awansował w hierarchii ligowej - od ligi wiejskiej, przez klasę C i B do klasy A w latach 70. Do klasy A drużyna awansowała także w roku 1984. W tym też roku na nadzwyczajnym zebraniu przekształcono Ludowy Zespół Sportowy Olszyna-Kalina na Ludowy Klub Sportowy "Rozwój" Olszyna oraz zakupiono autobus klubowy.
26/27 lipca 2003 otwarto nowe boisko na ul. Jałowcowej w 35 lecie klubu. Podczas otwarcia rozegrany został mecz pomiędzy "Rozwojem" Olszyna a byłymi gwiazdami drużyn śląskich grających w I lidze. W drużynie gości wystąpili m.in.: Andrzej Radek, Marian Janoszka, Janusz Kościelny,
Jan Pietryga, Eugeniusz Wyląg oraz Marek Koniarek - król strzelców ligi polskiej, kilkukrotny reprezentant Polski.

## OSP Olszyna
Pierwsze zapiski kronikarskie donoszą, że pierwsza jednostka OSP została założona w 1910 r. OSP Olszyna jest pierwszą jednostką założoną w powiecie Lublinieckim i zarazem jako pierwsza dysponowała wówczas nowym wozem strażackim marki STAR 25, który 22 grudnia 1963 r. otrzymała od ówczesnych władz. 
Aktualnie na wyposażeniu jednostki są dwa wozy bojowe, Mercedes GBA z 1989 r. oraz Mitsubishi Fuso z 2019 r.  - lekki samochód ratowniczo - gaśniczy zbudowany na podwoziu Mitsubishi Fuso Canter z zabudową wykonaną przez firmę Dragon. Samochód z napędem 4x4 posiada zbiornik na wodę o pojemności 1200 litrów, zbiornik na środek pianotwórczy o pojemności 130 litrów oraz agregat wysokociśnieniowy AWP 80/40 o wydajności 80 l/min przy ciśnieniu 40 bar. Pojazd został trafił do jednostki 21 Grudnia 2019 roku. Jest to pierwszy tego typu samochód znajdujący się wyposażeniu jednostek OSP w powiecie lublinieckim. Mitsubishi Fuso jednostka pozyskała dzięki dofinansowaniu z Wojewódzkiego Funduszu Ochrony Środowiska, Gospodarki Wodnej i MSWiA, natomiast istotne koszty związane z rejestracją, przeprowadzeniem niezbędnych badań dopuszczających wóz do działań strażackich poniósł urząd gminy, na czele którego stoi wójt Iwona Burek. 
W OSP Olszyna służy 50 druhów, w tym 22 tworzy Jednostkę Operacyjno-Techniczną. MDP reprezentuje 12 druhów, a ich opiekunem jest prezes jednostki dh Adrian Kurda.
Druhowie z OSP Olszyna aktywnie udzielają się w lokalnej społeczności. Od 2021 r. organizują Festyn Sportowo-Strażacki przy współpracy z klubem sportowym LKS Rozwój Olszyna. Pierwszy dzień wypełniają zawody sportowe wraz z Biegiem Strażaka, zaś kolejnego dnia goszczą strażaków z całego powiatu i powiatów ościennych.
W 2020 roku jednostka OSP Olszyna była najbardziej aktywną jednostką OSP w gminie Herby z liczbą 60. wyjazdów.

## Diabelski Kamień
W Olszynie, przy ul. Jałowcowej, naprzeciwko posesji nr 66 jest ścieżka prowadząca do okazałego pomnika przyrody. Jest to głaz narzutowy, "Diabielski kamień", który jest czerwonym granitem będący pozostałością zlodowacenia środkowopolskiego. Granit jest skałą magmową głębinową. Skały magmowe głębinowe zastygają na dużej głębokości, poszczególne kryształy tych skał są dobrze wykształcone.
Granit ten zbudowany jest ze skaleni potasowych (o barwie czerwonej lub różowoczerwonej) z zielonkawą obwódką oligoklazu, kwarcu, hornblendy (ciemny kolor) oraz biotytu (o ciemnej barwie). Obwód kamienia wynosi 510 cm a wysokość 180 cm. Głaz został objęty ochroną prawną w 1957 roku poprzez uznanie za pomnij przyrody nieożywionej.
Kamień ten został tu przywieziony w 1911 r. przy pomocy sań ciągniętych przez 6 par koni. W ten sposób książę koszęciński Karol Hohenlohe-Ingelfingen kazał zabezpieczyć przed rabusiami miejsce pochówków dawnych właścicieli Olszyny. Głaz z czerwonego granitu o wys. 1,8 m. i obwodzie 5 m. przywieziono z odległej o 15 km Hadry i ustawiono na miejscu dawnej, ewangelickiej kaplicy grobowej. 
Kamień ma już swoje legendy mówiące o tym, skąd się tutaj wziął. Jedna z nich mówi o tym że dawno temu w Olszynie istniał drewniany kościółek. Pewnego dnia proboszcz parafii pokłócił się z diabłem. Ten poprzysiągł się zemścić i postanowił, że zburzy kościół zrzucając na niego wielki głaz znajdujący się w pobliskiej Hadrze. Była jednak zima i diabeł nie zdołał dociągnąć głazu. Wielu ludzi próbowało przewrócić kamień, jednak nikomu to się nie udało. Ponoć co noc diabeł bierze swoje łańcuchy i próbuje znów dotrzeć z kamieniem do pobliskiego kościoła, ale nigdy mu się to nie udaje.
Inna wersja tej legendy opowiada jak pewien ksiądz założył się z diabłem o duszę, że zdąży odprawić mszę szybciej niż diabeł przeniesie kamień z Góry Świętej Anny na Jasną Górę. Ksiądz przechytrzył diabła i odprawił tylko trzy podstawowe części mszy. Zdenerwowany diabeł przegrawszy zakład porzucił kamień. Po dziś dzień widoczne są na kamieniu ślady po łańcuchach na których kamień był ciągnięty.

## Galeria

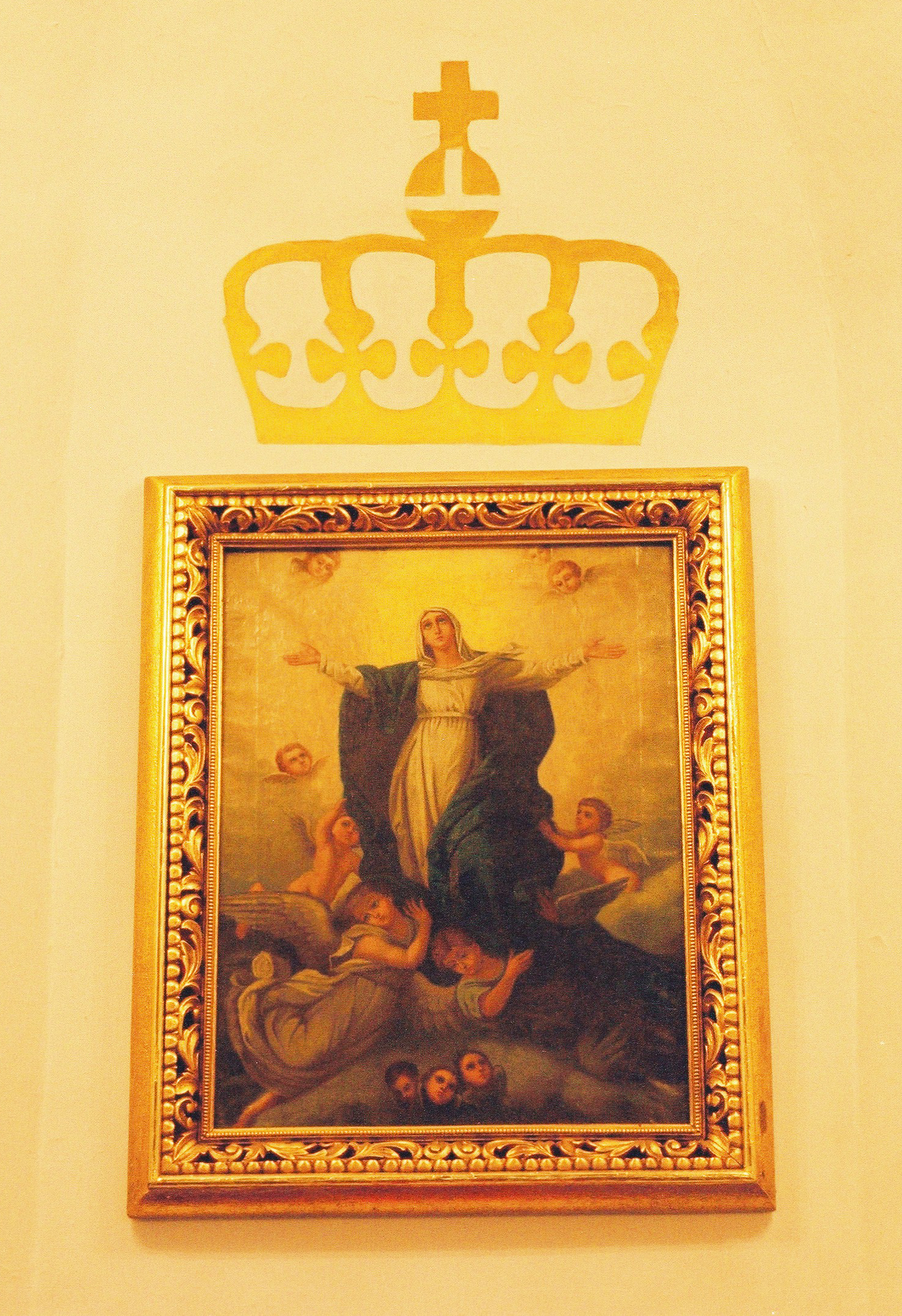
Obraz Wniebowzięcia NMP w miejscowym kościele
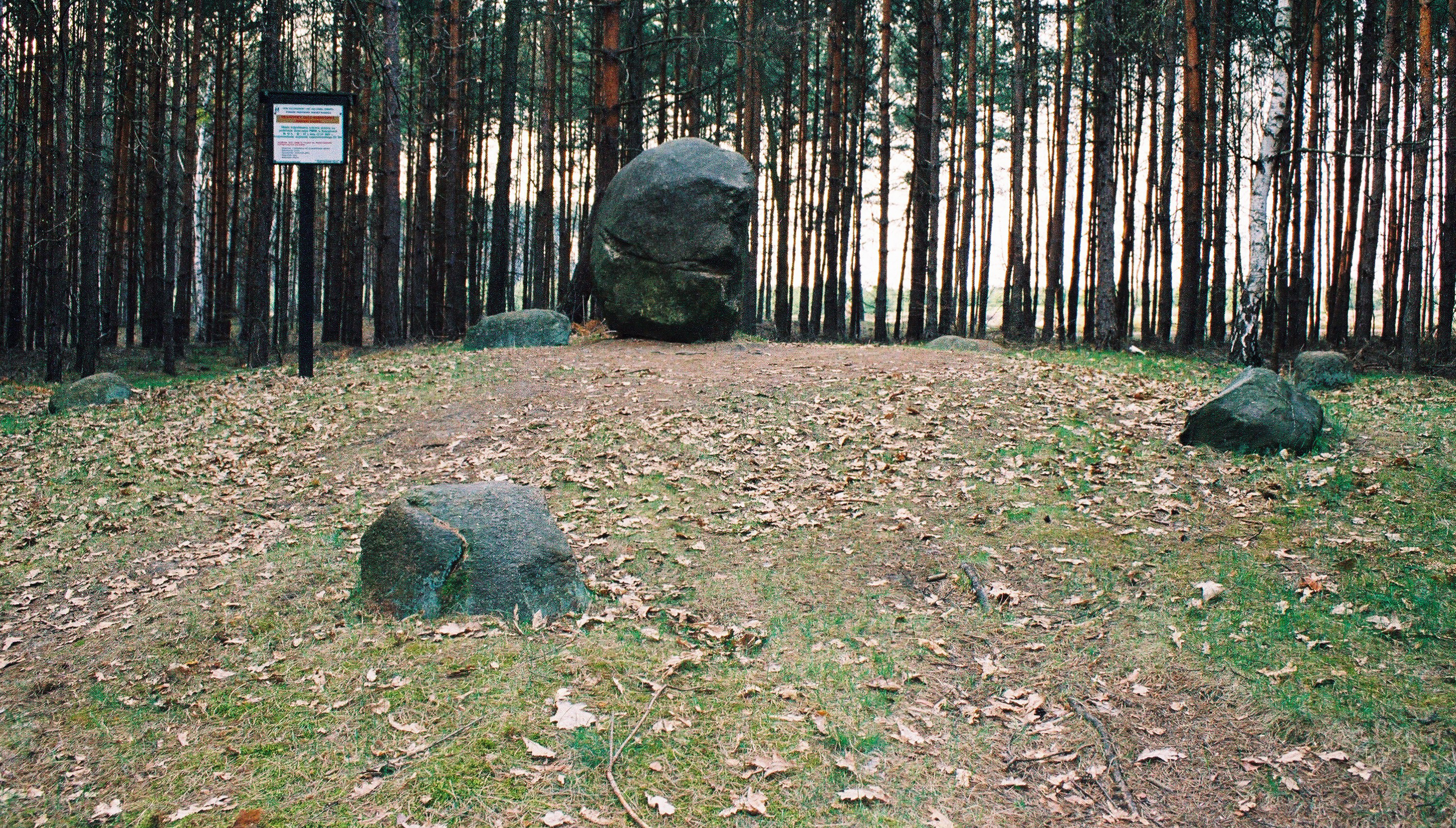
"Diabelski kamień" w otoczeniu mniejszych kamieni
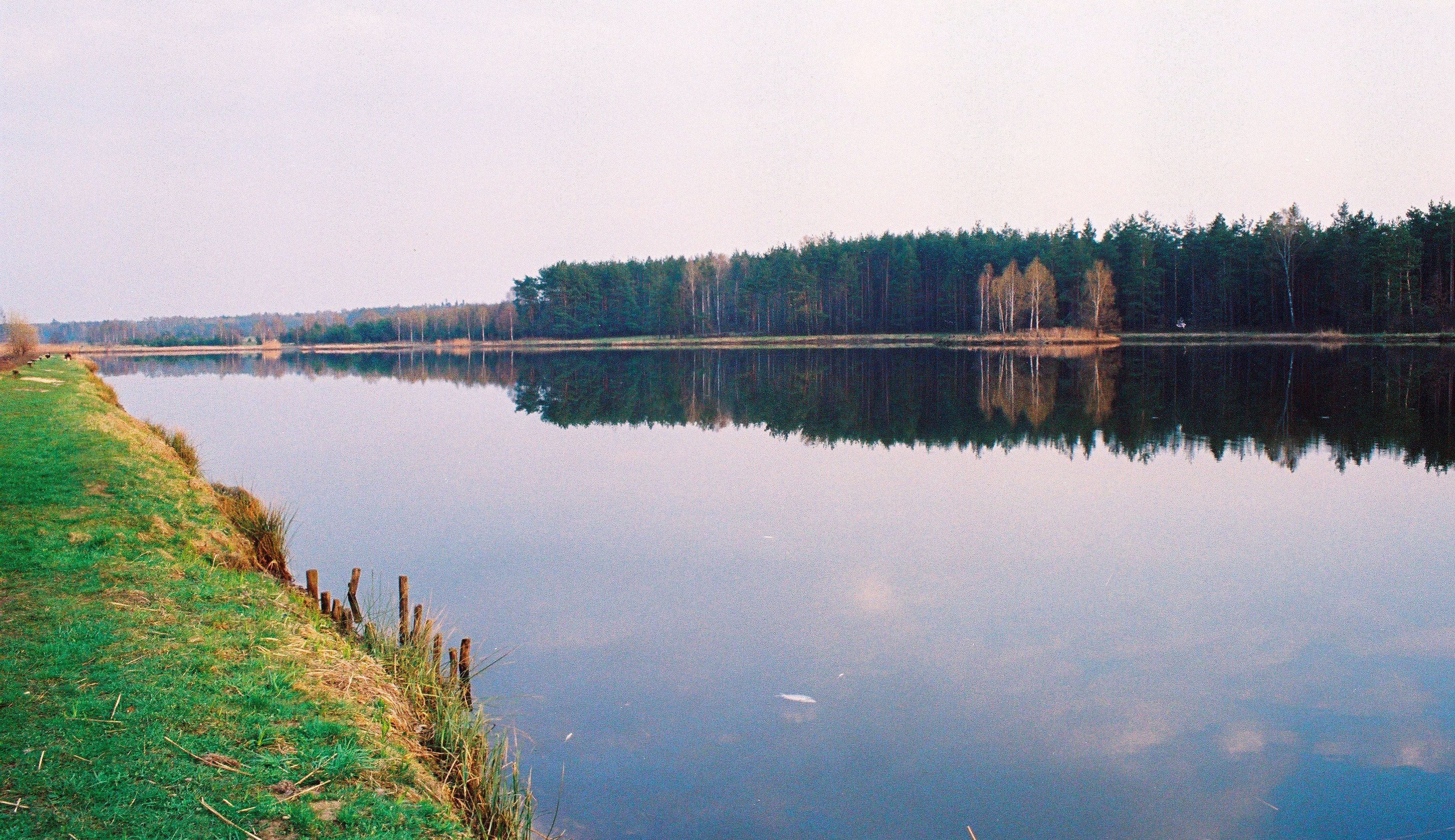
Staw